# رابرت پتینسون
رابرت داگلاس تامس پتینسون (انگلیسی: Robert Douglas Thomas Pattinson؛ زادهٔ ۱۳ مهٔ ۱۹۸۶) بازیگر انگلستانی است. او در فیلم‌های مستقل و پرهزینه حضور داشته و نامش در میان رتبه‌بندی بازیگران با بیشترین دستمزد در جهان قرار گرفته است. در سال ۲۰۱۰، نام او در فهرست مجلهٔ تایم از ۱۰۰ شخص تأثیرگذار در جهان و همچنین در فهرست ۱۰۰ ستاره ثروتمند فوربز قرار گرفت.
پتینسون بازیگری را در ۱۵ سالگی آغاز کرد و فعالیت او در سینما با بازی در نقش سدریک دیگوری در فیلم فانتزی هری پاتر و جام آتش (۲۰۰۵) آغاز شد. او برای بازی در نقش ادوارد کالن در مجموعه فیلم‌های گرگ‌ومیش (۲۰۰۸–۲۰۱۲) که بیش از ۳٫۳ میلیارد فروش داشتند، به شهرت جهانی دست یافت. پتینسون در ادامهٔ بازی در درام‌های عاشقانه مرا به یاد داشته باش (۲۰۱۰) و آب برای فیل‌ها (۲۰۱۱) به دلیل بازی در فیلم‌های مستقل کارگردانان مؤلف از سوی منتقدان مورد تحسین قرار گرفت. او در فیلم‌هایی با ژانر مختلف مانند جهان‌شهر (۲۰۱۲)، ولگرد (۲۰۱۴)، شهر گمشدهٔ زی (۲۰۱۶)، اوقات خوش (۲۰۱۷)، حیات والا (۲۰۱۸) و فانوس دریایی (۲۰۱۹) ایفای نقش کرده است. پتینسون با فیلم انگاشته (۲۰۲۰) و نقش بتمن در فیلم بتمن (۲۰۲۲) به فعالیت در آثار پرمخاطب بازگشت.
غیر از بازیگری، پتینسون موسیقی می‌نوازد و در چند موسیقی متن فیلم خوانندگی کرده است. در سال ۲۰۱۳، دیور هوم او را به عنوان چهرهٔ عطرهای خود نشان داد. همچنین در سال ۲۰۱۶ او نخستین سفیر کالکشن مردانهٔ برند دیور هوم شد که ارزش کل آن ۹ میلیون دلار تخمین زده می‌شود. او حامی کارزار مبارزه با آزار جنسی و قاچاق کودکان والدین و کودکان دزدیده‌شده با هم و کارزار Go که یک سازمان غیرانتفاعی برای بالا بردن آگاهی و منابع مالی برای کمک به کودکان یتیم و آسیب‌پذیر در سراسر جهان است، می‌باشد. او در سال ۲۰۱۵ به عنوان سفیر بعدی برای کمک به افزایش سطح آگاهی بین‌المللی شد. او همچنین عضو گروه پزشکی بین‌المللی است و اطلاعاتی در مورد سرطان را از طریق پی‌اس‌ای‌ها به منظور افزایش آگاهی در مورد بیماری ترویج داده و به اشتراک گذاشته است.

## اوایل زندگی

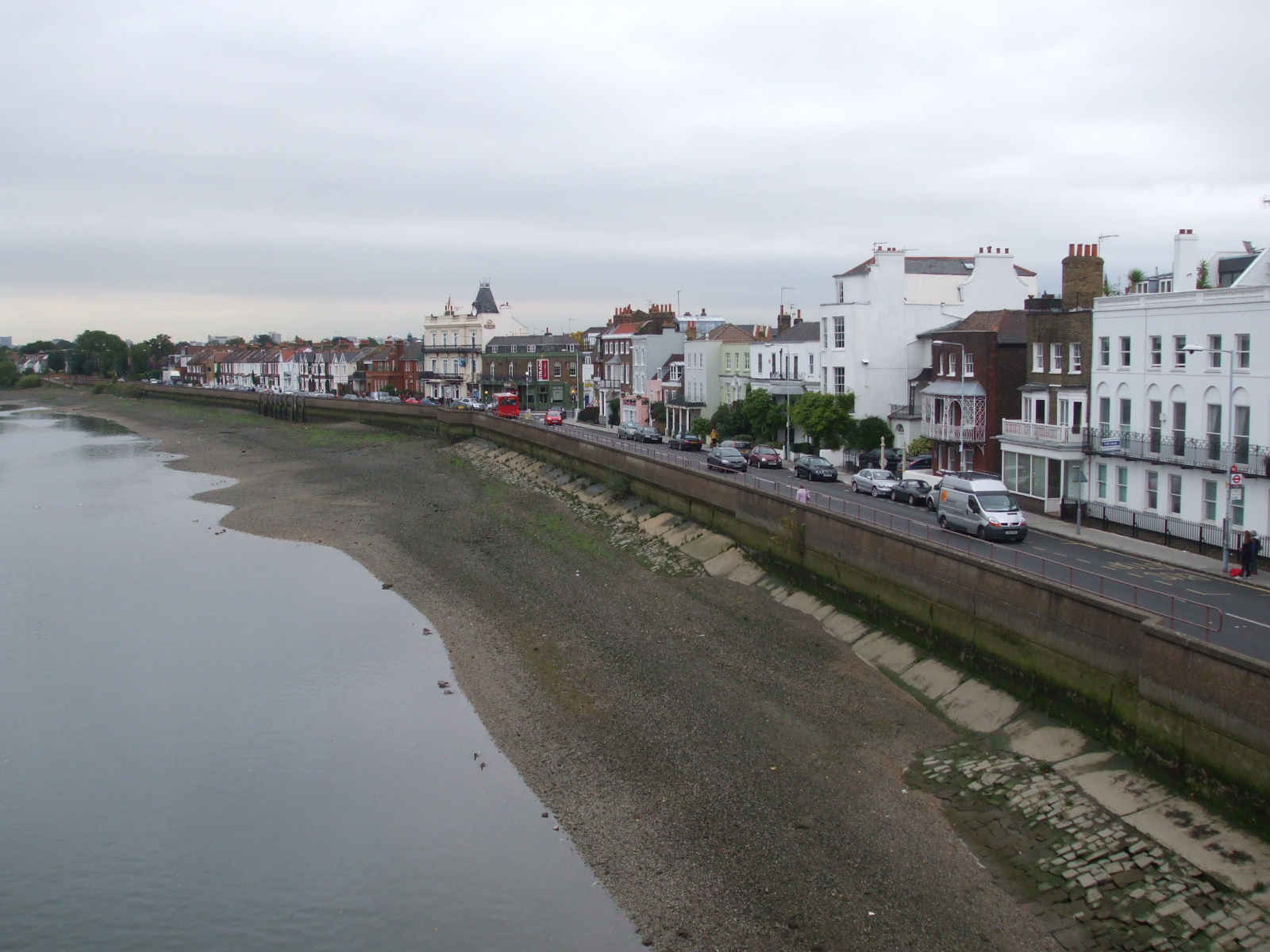
بارنز، لندن که پتینسون در آن زاده و بزرگ شد

رابرت داگلاس توماس پتینسون در ۱۳ مه ۱۹۸۶ در منطقه بارنز، لندن به دنیا آمد. پدرش، ریچارد، کسب‌وکاری در زمینه واردات خودرو از ایالات متحده داشت، در حالی که مادرش، کلر، در یک آژانس مدلینگ کار می‌کرد. این زوج از طریق یک دوست خانوادگی مشترک در منطقه ریچموند هیل آشنا شدند و زمانی که کلر ۲۶ ساله و ریچارد ۳۵ ساله بود، ازدواج کردند. پتینسون دو خواهر بزرگ‌تر به نام‌های ویکتوریا و الیزابت دارد. در چهارسالگی، او تحصیل در مدرسه مقدماتی پسرانه تاور هاوس را آغاز کرد و به نواختن پیانو و گیتار علاقه‌مند شد. در شش سالگی، پتینسون در اجراهای آماتور شرکت می‌کرد. او اولین نقش خود را در نمایشی به نام جادو برای یک قافیه، نوشته یکی از معلمانش، به دست آورد و بعدها در اقتباس مدرسه‌اش از رمان سالار مگس‌ها اثر ویلیام گلدینگ ظاهر شد.
پتینسون از ده سالگی شروع به توزیع روزنامه کرد و هفته‌ای حدود ۱۰ پوند درآمد داشت. در کودکی نامنظم بود، از انجام تکالیفش «به‌صراحت امتناع می‌کرد» و رفتاری «بی‌تفاوت» نشان می‌داد. خواهرانش هویت زنانه‌ای به نام کلودیا به او داده بودند و اغلب لباس زنانه تنش می‌کردند. در اوقات فراغت، او از بازی فوتبال، بازی‌های کامپیوتری و تماشای برنامه‌های تلویزیونی مانند شارک و جورج، دکتر هو و همرمن لذت می‌برد. در دوازده سالگی، پتینسون به‌خاطر سرقت مجلات پورنوگرافیک از مدرسه تاور هاوس اخراج شد. والدینش او را در مدرسه هارودیان، در جاده لانسدیل نزدیک خانه خانوادگی، ثبت‌نام کردند. پتینسون در مطالعات انگلیسی درخشید و آن را موضوع مورد علاقه‌اش توصیف کرد. در نوجوانی، او به‌عنوان مدل عکاسی برای برندها و مجلات مد بریتانیایی و همچنین به‌عنوان طراح مد کار کرد. در اواخر نوجوانی، پتینسون با گیتار آکوستیک در شب‌های میکروفن باز در میخانه‌های سراسر لندن اجرا می‌کرد و ترانه‌های خودش را می‌خواند. او یا به‌صورت انفرادی با نام هنری بابی دوپیا یا به‌عنوان بخشی از گروهش، بد گرلز، اجرا می‌کرد.
پتینسون ابتدا به حرفه موسیقی یا تحصیل در رشته سخنرانی‌نویسی در دانشگاه فکر می‌کرد، اما هرگز به دنبال بازیگری نبود. یکی از معلمانش زمانی به او توصیه کرد که به کلوپ درام مدرسه نپیوندد، زیرا معتقد بود او برای فعالیت‌های هنری مناسب نیست. در سیزده سالگی، پس از آنکه پدرش او را تشویق کرد تا بر خجالتی بودنش غلبه، پتینسون به گروه تئاتر آماتور محلی، شرکت تئاتر بارنز، پیوست. پس از کار در پشت صحنه، او برای نمایش پسرها و عروسک‌ها تست داد و اولین نقش خود را به‌عنوان یک رقصنده کوبایی بدون دیالوگ به دست آورد. در نمایش بعدی، شهر ما، او نقش اصلی جورج گیبس را ایفا کرد. در طول این اجرا، یک عامل استعدادیابی در میان تماشاگران او را کشف کرد، که باعث شد پتینسون به دنبال فرصت‌های حرفه‌ای بازیگری برود. او در ادامه در اجراهای تئاتر مانند مکبث، هرچیزی ممکن است و تس دوربرویل ظاهر شد. پتینسون در ابتدا قصد داشت به دانشگاه برود، اما فیلم‌برداری هری پاتر و جام آتش باعث تداخل در برنامه‌هایش شد. در این زمان، او با دوست دوران کودکی و بازیگر همکارش، تام استاریج، سکونت در آپارتمانی را در سوهو شریک بود.

## حرفه بازیگری

### ۲۰۰۴–۲۰۰۷: آغاز به کار
پتینسون در فیلم «نفرین حلقه» ساخته شده برای آلمان در سال ۲۰۰۴ و در نمایشنامه «نمایشگاه غرور» به کارگردانی میرا نایر نقش مکمل داشت، اما صحنه‌هایش در آخر حذف شد و تنها بر روی نسخه DVD به نمایش درآمد. در ماه مه ۲۰۰۵ او قرار بود به عنوان هنرپیشه برجسته انگلیس در تئاتر دربار سلطنتی ظاهر شود اما کمی قبل از روز افتتاحیه اخراج شد و تام رایلی جایگزین او شد. و او بیش از یک بار به عنوان بازیگر «قانون بعدی جود» مورد ستایش قرار گرفته است. در سال ۲۰۰۶ او در یک تریلر روانشناختی به نام The Haunted Airman ظاهر شد که از شبکه بی‌بی‌سی پخش شد و او بازدیدی مطلوب را به دست آورد. این مرحله از عملکرد وی تمجید شد و گفته شد: " (او) این مدت را با ترکیبی کامل از بدبینی جوانان و بدبینی جهان خسته بازی کرده است ." در ۱۹ فوریه ۲۰۰۷، او در نقش مکمل در یک درام تلویزیونی به کارگردانی کیت لانگ، کتاب راهنمای بد مادر ظاهر شد.

### ۲۰۰۸–۲۰۱۳: پیشرفت در مجموعه فیلم‌های گرگ‌ومیش و به رسمیت شناخته شدن گسترده
در سال ۲۰۰۸، پتینسون نقش ادوارد کالن را در فیلم گرگ و میش، بر اساس رمان پرفروش استفانی مایر با همین نام بازی کرد. به گفته راهنمای تلویزیون، پتینسون در ابتدا از این نقش نگران بود و می‌ترسید که نتواند آن را به کمال برساند و با آن زندگی کند. این فیلم در تاریخ ۲۱ نوامبر ۲۰۰۸ منتشر شد و پتینسون در یک شب به یک ستاره فیلم تبدیل شد. اگرچه این فیلم نقدهای متفاوتی را دریافت کرد ولی منتقدان از کریستن استوارت، ستاره فیلم و هم‌کار او در فیلم، تمجید کردند. نیویورک‌تایمز، پتینسون را بازیگر توانا و زیبا نامید و راجر ایبرت گفت که او به خوبی انتخاب شده است. فیلم دیگر او در سال ۲۰۰۸، یک فیلم کمدی کوتاه با بودجه کم نوشته شده توسط اولیور ایروینگ به نام "چگونه بودن "بود. این فیلم در تعدادی از جشنواره‌های فیلم به نمایش درآمد و نقدهای متفاوتی از منتقدان دریافت کرد. پتینسون سپس به عنوان سالوادور دالی در فیلم خاکسترهای کوچک، یک درام اسپانیایی - بریتانیایی به کارگردانی پل موریسون بازی کرد. او همچنین در فیلمی کوتاه به کارگردانی " دی زی " بازی کرد. این فیلم کوتاه بعدها به عنوان بخشی از یک فیلم ادبی با نام "عشق و بی‌اعتمادی" که شامل پنج فیلم کوتاه و هشت شخصیت از زمینه‌های مختلف که به دنبال رضایت حقیقی است، منتشر شد.
او نقش خود را به عنوان ادوارد کالن در فیلم گرگ‌ومیش: ماه نو که در ۲۰ نوامبر ۲۰۰۹ منتشر شد دوباره تکرار کرد. این فیلم یک رکورد آخر هفته با ۱۴۲٬۸۳۹٬۱۳۷ دلار را به دست آورد و مجموعاً ۷۰۹٬۸۲۷٬۴۶۲ دلار در سراسر جهان به دست آورد. اگرچه فیلم نقدهای مثبتی دریافت کرد، اما مایکل فیلیپس، منتقد فیلم از تریبون شیکاگو گفت که فیلم پتینسون علی‌رغم آرایش بد، هنوز برای دیدن جالب بود. بیل گودین کونتز از جمهوری آریزونا گفت: «پتینسون در فیلم خیلی زیاد نیست، اما وقتی او در اطرافش کار می‌کند، بهترین کارش را می‌کند» و مایکل اوصلیوان از واشینگتن پست گفت که بازیگری او به‌طور یکنواخت قوی است. در سال ۲۰۰۹، پتینسون در هشتادویکمین جایزه اسکار حاضر شد. در ۱۰ نوامبر ۲۰۰۹، revolver Entertainment نسخه دی وی دی را منتشر کرد که شامل جزئیات زندگی و محبوبیت او بود. فیلم بعدی‌اش فیلم حماسه گرگ‌ومیش:کسوف در ۳۰ ژوئن ۲۰۱۰ منتشر شد و ۶۹۸، ۴۹۱، ۳۴۷ دلار در سراسر جهان به دست آمد. این فیلم نقدهای متفاوتی دریافت کرد، کیرک هانی گزارشگر از هالیوود به ستایش از عملکرد او پرداخت و گفت: " (او) باعث می‌شود که شما آرایش سفید و لنزهای طبی چشمی را فراموش کنید - تا بر روی شخصیتی که بین عشق او برای بلا (استوارت) و دانشی که او باید برای همیشه با او بماند، توجه کنید ." ویل لارنس امپراتوری آنلاین آسیای میانه از عملکرد این فیلم با گفتن این جمله تمجید کرد :"همه سه گوشه مثلث عشق بیشتر از قبل دیده می‌شود:هنوز هم لبهای استوارت مرطوب است، تیلور لانتر هنوز هم قابل انعطاف است، و پتینسون به طور کامل تکان نمی‌خورد. اما همه آن‌ها در نقش خود رشد کرده‌اند و در فیلمی بازی می‌کنند که (خوشبختانه) از نمایش ملودرام جلوگیری می‌کند ."
پتینسون در فیلم «مرا بیاد داشته باش» که در ۱۲ مارس ۲۰۱۰ منتشر شد، بازی کرد. هرچند که این فیلم نظرات متفاوتی را دریافت کرد، اما برخی از منتقدان عملکرد او را ستایش کردند. جیک کویل از خبرگزاری آسوشیتد پرس گفت: «بازیگر جوان دارای یک صفحه نمایش بی نظیر است. با این حال مرا بیاد داشته باش اورا به صورت انبوه و خودآگاهانه در فیلم جریان می‌دهد. تیلور (مانند ادوارد کالن)با چشم‌های فروتن، آستین‌های بالا زده و یک سیگار، که ماهرانه از دهانش آویزان بود، یک فرد مخالف رمانتیک است.» ایان ناتان گفت: " این بهترین کاری است که او انجام داده است ." و کرک هونی کات، خبرنگار هالیوود، بازی امیلی دی راوین را در این فیلم ستود و گفت:صحنه‌های فیلم رابرت پتینسون و امیلی دی راوین جذابیت را از خود نشان می‌دهد و دلربایی واقعی را تراوش می‌کند. او در سال ۲۰۱۱ در نقش جیکوب جانکوسکی در آب برای فیل‌ها بازی کرد، فیلمی که برگرفته از رمان «سارا گروین» با همین نام بود. فیلم نقدهای متفاوتی را دریافت کرد اما عملکرد پتینسون مورد تحسین قرار گرفت . منتقد فیلم ریچارد کورلیس، از مجله تایم پتینسون را به خاطر اینکه خجالتی و مراقب است، مورد ستایش قرار داد و گفت که او یک مغناطیس آرام از خود منتشر می‌کند که چشمان تماشاگران را به خود جلب می‌کند، و در نهایت او را " ستاره با کیفیت " صدا می‌زنند. میک لسل از روزنامه سانفرانسیسکو بیان داشت که پتینسون موفق شد که خود را در مرکز یک ویژگی اصلی قرار دهد و آن بی‌نهایت بودن است. پیتر تریورز از مجله رولینگ استون و تاد مک‌کارتی خبرنگار هالیوود می‌گوید که " پتینسون کاملاً به عنوان جیکوب شناخته می‌شود. پتینسون به عنوان ادوارد کالن در "حماسه گرگ و میش" سپیده دم- قسمت ۱ که در تاریخ ۱۸ نوامبر ۲۰۱۱ منتشر شد، ظاهر شد و این فیلم۷۰۵٬۰۵۸٬۶۵۷ دلار در گیشه فروخت. فیلم با انتقادات منفی از سوی منتقدان همراه شد. وب سایت Review Rotten Tomatoes گزارش می‌دهد که ۲۴ درصد از منتقدان (از ۱۸۸ مورد شمارش) به این فیلم یک امتیاز مثبت دادند؛ و رضایت عمومی این سایت این است که :آهسته، غمگین، و پر از لحظه‌های شوخی و، سپیده دم- قسمت ۱ شاید با وفاداری کامل گرگ‌ومیش را ارضا کند، اما برای طرفداران حق امتیاز است. او در فیلم اقتباسی از فیلم "بل آمی "، نقش جرج دیروی را بازی کرد و فیلم در ۶۲ امین جشنواره فیلم برلین به نمایش درآمد. این فیلم در ۱۲ فوریه ۲۰۱۲ منتشر شد.
پتینسون در فیلم کازموپلیس به کارگردانی دیوید کراننبرگ بازی کرده است. این فیلم در جشنواره فیلم کن ۲۰۱۲ به رقابت پرداخت. گرچه فیلم به خوبی مورد استقبال قرار گرفت، عملکرد پتینسون مورد تمجید قرار گرفت.

### ۲۰۱۴–۲۰۱۸: فیلم‌های مستقل و تحسین منتقدان
در مه سال ۲۰۱۴، دو فیلم پتینسون در جشنواره کن نمایش یافتند. نخست، پتینسون در فیلم ولگرد (فیلم ۲۰۱۴) که فیلمی در سبک وسترن آینده نگرانه، به کارگردانی دیوید می‌شد است ظاهر شد. عملکرد او در نقش عضو ساده لوح یک باند خلافکاری، انتقادهای جنجالی ای را در پی داشت. اسکات فوندز از ورایتی گفت:" پتینسون که بزرگترین شگفتی فیلم است، لهجه جنوبی متقاعد کننده ای را به نمایش می‌گذارد و بی وقارتی را به شخصیتی می‌دهد که که ممکن است به راحتی برای اثرات احساساتی کم ارزش شیر خورده باشد!"وی در ادامه افزود: "(این) یک عملکرد تعریف شده در حرفه برای پتینسون است که عمق غیرقابل توصیف حساسیت و احساس را نشان می‌دهد." تاد مک‌کارتی برای هالیوود ریپورتر نوشت :"پتینسون نمایشی را ارائه می‌دهد که علی‌رغم محدودیت‌های خود شخصیت، همزمان با فیلم جالبتر می‌شود". جسیکا کیانگ در بررسی خود برای The Playlist، خاطرنشان کرد: "(پتینسون) به اثری تبدیل می‌شود که می‌تواند بیشتر از آنکه تأثیر بگذارد، تأثیر بگذارد."
فیلم دیگر نمایش یافته در جشنواره کن، فیلم نقشه‌های ستاره‌های سینما به کارگردانی دیوید کراننبرگ ظاهر شد. این فیلم برای جشنواره Palme d'Or در جشنواره کن۲۰۱۴ شرکت کرد. در فیلم، او نقش جروم فونتانا، راننده لیموزین و بازیگر در حال تلاشی را بازی کرد که می‌خواهد یک فیلمنامه‌نویس موفق باشد. رابی کالین از دیلی تلگراف عملکرد پتینسون را «برنده بازی شده» خلاصه کرد.
در فوریه سال ۲۰۱۵، دو فیلم او در در ۶۵ امین جشنواره بین‌المللی فیلم برلین به نمایش درآمد. اول، او در فیلم ملکه صحرا، همراه با نیکول کیدمن به ایفای نقش توماس ادوارد لورنس پرداخت. او لارنس را به عنوان چهره ای تیزبین و ساردونیک بازی می‌کند که می‌تواند ادعاهای رئیس و همکارانش را ببیند. دیوید رونی از هالیوود ریپورتر نقش پتینسون راً مختصر اما قابل توجه "خواند و نتیجه گرفت که" رفاقت آسان است. در صحنه‌های خود با کیدمن جذاب است. سام آدامز از ایندی‌وایر گفت:" رابرت پتینسون برای نوبت کوتاه خود به عنوان لارنس، نمرات نسبتاً بالایی کسب می‌کند. "
بعد، وی در فیلم زندگی (فیلم ۲۰۱۵) به کارگردانی آنتون کوربین در نقش عکاس مجله life، دنیس استاک ظاهر شد. داستان فیلم در مورد رابطه دوستی جیمز دین و استاک است. پذیرش انتقادی فیلم مختلط بود، اما پتینسون به خاطر حضورش در این فیلم مورد قدردانی قرار گرفت. گای لوج از ورایتی، عملکرد پتینسون را «چرخش» خواند. دیوید رونی از هالیوود ریپورتر خاطرنشان کرد که «پتینسون به‌طور قابل ملاحظه ای کامل‌ترین عملکرد را ارائه می‌دهد».
در اواخر سال ۲۰۱۵، پتینسون در فیلم بردی کوربت به نام کودکی یک رهبر (فیلم)، در کنار برنیس بژو و استیسی مارتین ظاهر شد. در فیلم، او نقش‌های دوگانه را بازی کرد، نخستین نقش کوتاه اما مهم اما چارلز مارکر، گزارشگر در آلمان در طول جنگ جهانی اول و دومی به عنوان نسخه بزرگسال رهبر. وی به خاطر عملکرد خود مورد تمجید قرار گرفت و پیتر بردشاو از گاردین کار او را زیباً و لی مارشال از صفحه نمایش بین‌المللی، عملکرد او را "عالی" توصیف کرد.
در سال ۲۰۱ز، در فیلم اقتباسی شهر گمشده زی (فیلم) به کارگردانی جیمز گری (کارگردان) ایفای نقش نمود. پتینسون در این فیلم، نقش کاوشگر و سرجوخه بریتانیایی، هنری کاستین را دارد. پیش نمایش این فیلم در جشنواره فیلم نیویورک صورت گرفت و عملکرد وی توانست نظر منتقدان را به خود جلب کند. مت نگ از NBP او را به عنوان "یکی بهترین بازیگرهایی که امروز کار می‌کند" توصیف کرد. کیت اوهلیچ در بازبینی خود برای مجله بروکلین، وی را "دزد صحنه ظریف (مجذوب کننده)" نامید، و لیندا ماریک که برای heyguys می‌نویسد، عملکرد پتینسون را "بسیار ظریف، و در عین حال درخشان" تلقی کرد.
پتینسون در فیلم هیجان انگیز اوقات خوش، به کارگردانی برادران سفدی، در نقش دزد بانکی به نام «کانی نیکاس» ظاهر گشت. این فیلم درسال ۲۰۱۷ در جشنواره کن حضور یافت و ثابت کرد که یک نقطه عطف در حرفه پتینسون است. عملکرد پتینسون تحسین منتقدان را به دست آورد. گای لوج از ورایتی، آن را اوج شغلی پتینسون توصیف کرد. اریک کوهن از ایندیوایر آن را «بهترین حرفه خود» نامید. دیوید رونی از هالیوود ریپورتر، بازی پتینسون را «فرمانده‌ترین عملکردش تا به حال» توصیف کرد. پتینسون به خاطر نقشش در این فیلم، نامزد جایزه ایندیپندنت اسپیریت برای بهترین نقش اول مرد شد.
در اوت همان سال (۲۰۱۷)، پتینسون فیلم کوتاهی از زندگی خودش به نام «ترس و شرم» را برای جی‌کیو نوشت و در آن ایفای نقش کرد. جی کیو درمورد فیلم ذکر کرد: «رابرت پتینسون با شهرت و ترس مبارزه می‌کند، تا یک هات داگ خیابانی ویژه نیویورک بگیرد». این فیلم که در خیابان‌های نیویورک فیلمبرداری شده است، سفر پتینسون را برای خرید یک هات داگ و در عین حال اجتناب از رسانه‌ها و طرفداران در شلوغی و فشار شهر روایت می. A.V.Club آن را «عجیب و لذت بخش» نامید. در حالی که ایندیوایر گفت که «او یک آینده روشن و درخشان» دارد.
فیلم دوشیزه که فیلمی در سبک وسترن اثر دیوید زلنر، نخستین فیلم کمدی پتینسون بعد از فیلم ۲۰۰۸ به نام "چگونه بودن (how to be)" است. در این فیلم، پتینسون در نقش مهاجر ساموئل آلباستر است که برای یافتن نامزدش به غرب سفر می‌کند. عملکرد وی با استقبال مطلوبی روبرو شد. نیویورک پست آن را به عنوان" عملکردی [به نحوی] خنده دار عجیب" توصیف کرد و A.V. Club بازی وی راً به راحتی بهترین چیز در مورد دوشیزه"خواند.
آخرین فیلم او در سال ۲۰۱۸ فیلم درام علمی تخیلی حیات والا به کارگردانی کلر دنی، دربارهٔ تیم جنایتکارانی که در فضا به سمت سیاه چاله سفر می‌کردند بود. او در نقش مانتی، یکی از خلافکاران در فضا است که دخترش «ویلو» را، که برخلاف تصمیم خود با روش لقاح مصنوعی به دنیا آمده، به تنهایی و در فضا بزرگ می‌کند. منتقدان این فیلم را با آلن هانتر از صفحه نمایش بین‌المللی عنوان کردند و پتینسون را به عنوان «مسلط‌ترین» و «جذاب» ترین عنصر در این فیلم معرفی کردند. جیسون بیلی از The Playlist گفت: «یکی دیگر از عملکردهای برجسته رابرت پتینسون، او مخاطره و سرکشی شخصیت را با زندگی نشان می‌دهد.»

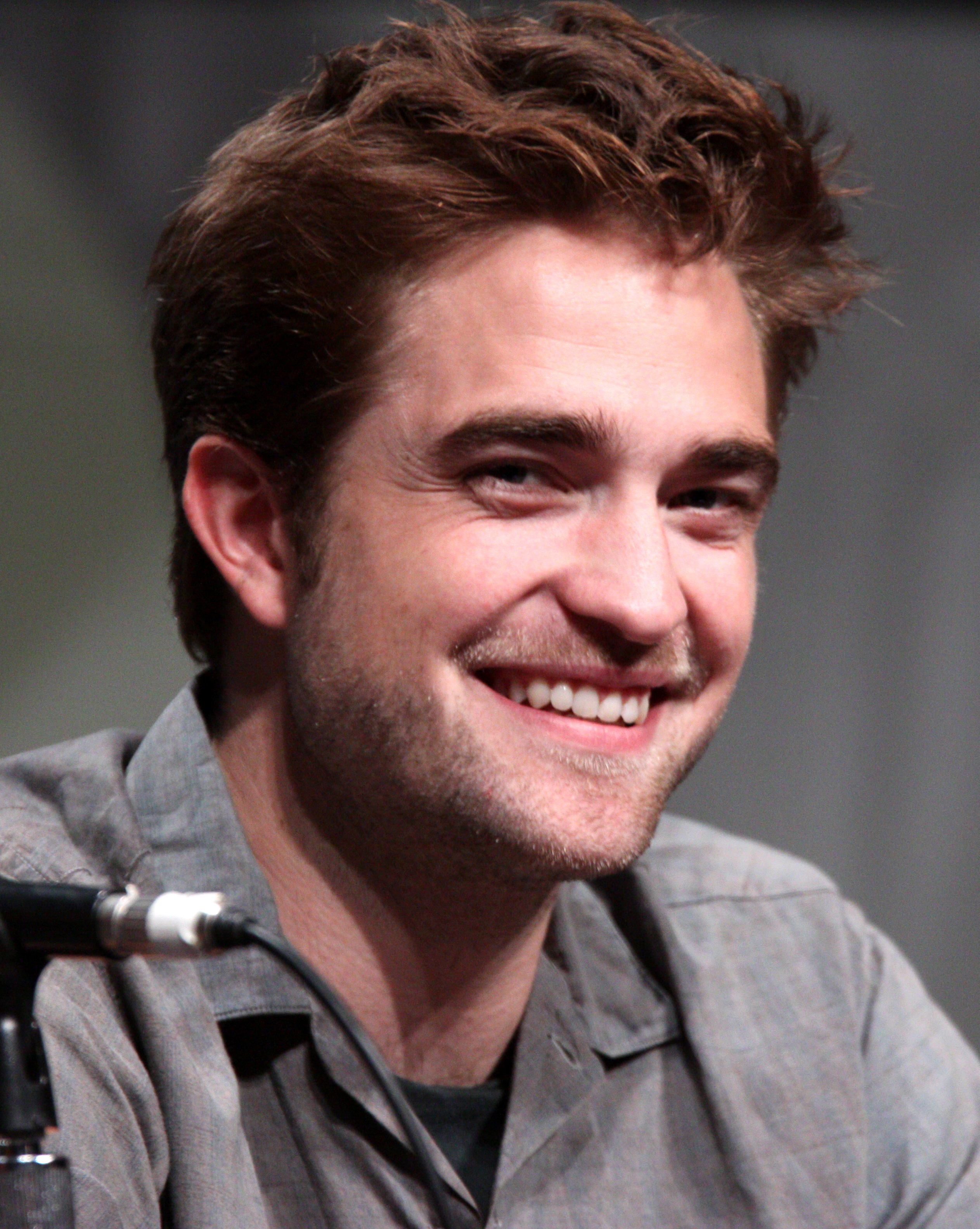
در سال ۲۰۱۲

### ۲۰۱۹: رو به جلو
نخستین نقش رابرت پتینسون در سال ۲۰۱۹، فیلم ترسناک روانشناختی سیاه و سفید فانوس دریایی (فیلم ۲۰۱۹) به کارگردانی رابرت اگرز بود که در جزیره ای دور افتاده در نیو انگلند، در اواخر قرن نوزدهم را روایت می‌کند. این فیلم در بخش Directors' Fortnight جشنواره کن ۲۰۱۹، به نمایش درآمده و با تحسین و انتقاد گسترده‌ای هم برای این فیلم و هم برای کار پتینسون ارائه شده است. پیتر برادشو در بررسی خود برای گاردین، عملکرد پتینسون را «مسحور کننده» و «مثل مشت پتک» توصیف کرد که «فقط بهتر و بهتر می‌شود». گرگوری ایلوود، که برای کلایدر (وبگاه)می‌نویسد، گفت که: «پتینسون خود را در اینجا به صدر رسانده است و عملکرد وی بسیار تحول آمیز است.» پتینسون به خاطر نقشش در این فیلم، برای دومین بار نامزد جایزه ایندیپندنت اسپیریت شد.
پتینسون در دومین همکاری خود با کارگردان دیوید می‌شد، در فیلم "پادشاه (the king)" که اقتباسی از رمان شکسپیر است، نقش کوچکی داشت. این فیلم در ماه اوت در جشنواره فیلم ونیز به نمایش درآمد. وی نیز در فیلم "در انتظار بربرها (waiting for the barbarians)" به کارگردانی سیرو گرا که بر اساس رمانی به نویسندگی " جان مکسول کوتسی" است، در کنار جانی دپ ایفای نقش نمود.

### ۲۰۲۰–اکنون: بازگشت به فیلم‌های جریان اصلی

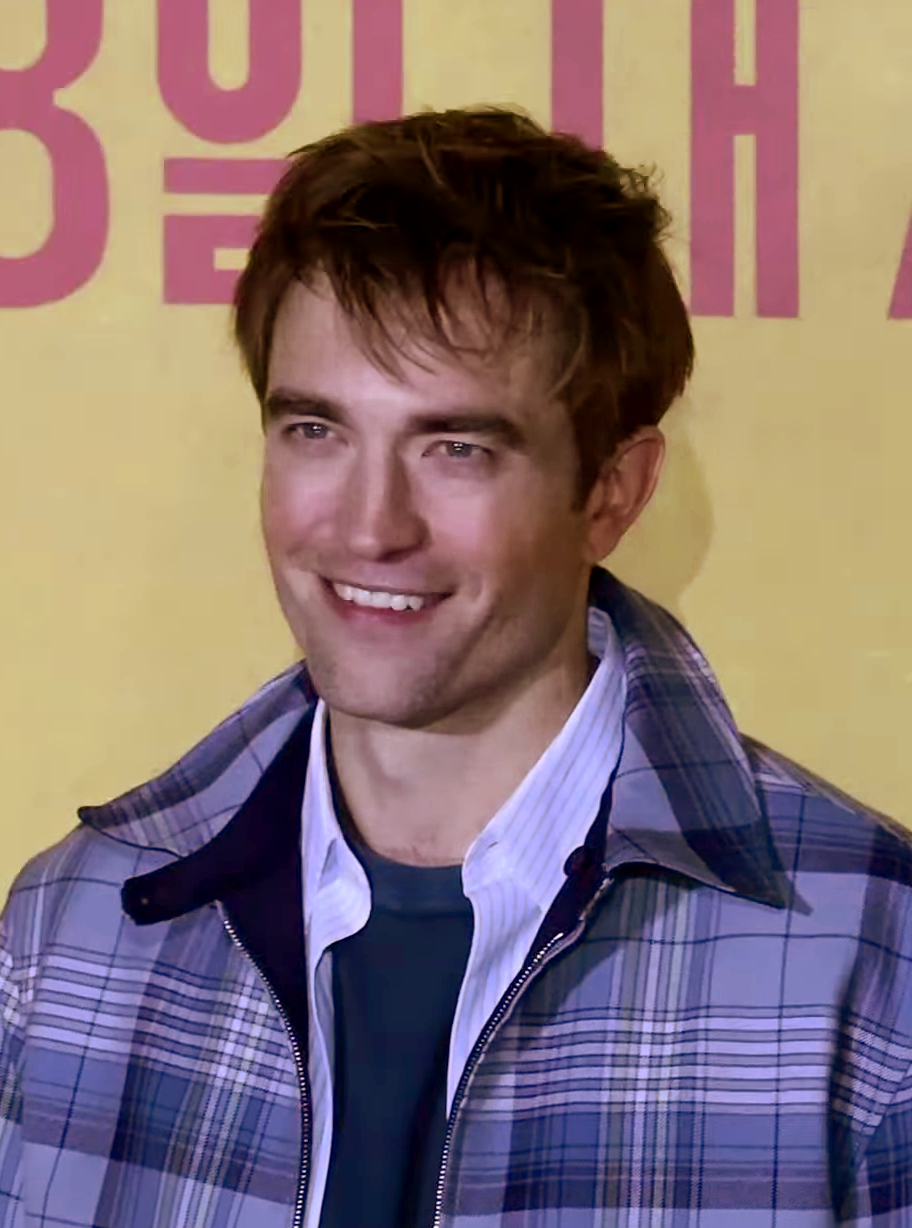
پتینسون در سال ۲۰۲۵

پتینسون در نقش نیل، یک مأمور جاسوسی در فیلم تنت (۲۰۲۰) به کارگردانی کریستوفر نولان، در کنار جان دیوید واشینگتن بازی کرد که نشانه بازگشت او به فیلم‌های با بودجه بالا بود. او رفتار شخصیتش را بر اساس ویژگی‌های نویسنده کریستوفر هیچنز شکل داد. جسیکا کیانگ از نیویورک تایمز او را «دلپذیر» توصیف کرد و از شیمی او با واشینگتن تمجید نمود. پتینسون سپس در میان گروه بازیگران فیلم شیطان تمام‌وقت (۲۰۲۰)، یک تریلر روان‌شناختی بر اساس رمانی اثر دونالد ری پولاک، بود. این فیلم در دهه ۱۹۵۰ می‌گذرد و پتینسون نقش یک کشیش شهر کوچک و مبتذل به نام پرستون تیگاردین را ایفا کرد. آستین کالین از رولینگ استون او را «زبان‌باز، وهم‌آور [و] گیرا» یافت، در حالی که اوون گلیبرمن از واریتی او را برای انجام «کاری شیک» تحسین کرد. در مه ۲۰۲۱، پتینسون قراردادی برای تهیه و تولید پروژه‌ها با برادران وارنر و اچ‌بی‌او امضا کرد.
پتینسون در فیلم ابرقهرمانی بتمن (۲۰۲۲) به کارگردانی مت ریوز نقش بتمن و هویت مخفی‌اش بروس وین را ایفا کرد. پس از کناره‌گیری بن افلک از این نقش، ریوز شخصیت را با در نظر گرفتن پتینسون و تحت تأثیر اجرای او در فیلم اوقات خوش نوشت. فیلم از نظر انتقادی و تجاری موفق بود، هرچند انتخاب پتینسون ابتدا با واکنش منفی برخی طرفداران بتمن مواجه شد. با این حال، بازی او پس از اکران فیلم مورد تحسین منتقدان قرار گرفت و دیوید رونی از هالیوود ریپورتر او را «در سراسر فیلم گیرا» توصیف کرد. در سال ۲۰۲۳، پتینسون صداپیشهٔ شخصیت حواصیل خاکستری در دوبله انگلیسی فیلم انیمیشن ژاپنی پسرک و مرغ ماهی‌خوار ساخته هایائو میازاکی بود. این فیلم ۲۹۴٫۲ میلیون دلار فروش داشت و به پنجمین فیلم ژاپنی پرفروش تاریخ تبدیل شد. پتینسون از طریق شرکت تولیدی خود، ایکی انیو آرلو (Icki Eneo Arlo)، فیلم موفق و مورد تحسین منتقدان پوسیدن زیر نور آفتاب (۲۰۲۳) به کارگردانی سباستین سیلوا را تهیه‌کنندگی کرد.
در سال ۲۰۲۵، پتینسون در فیلم علمی-تخیلی میکی ۱۷ به کارگردانی بونگ جون-هو که اقتباسی از رمان میکی ۷ بود، بازی کرد. او نقش میکی بارنز، یکی از اعضای خدمه یک مأموریت فضایی که برای انجام وظایف خطرناک به کار گرفته می‌شود و پس از مرگ می‌تواند با حفظ اکثر خاطراتش بازتولید شود، را ایفا کرد. این فیلم عمدتاً نقدهای مثبتی دریافت کرد و بیشتر توجه‌ها به بازی پتینسون در نقش دو نسخه از یک شخصیت معطوف بود. دیوید ارلیچ در نقد خود برای ایندی‌وایر آن را «دو مورد از بهترین اجراهای زندگی او تا اینجا» توصیف کرد.

## دیگر حرفه‌ها

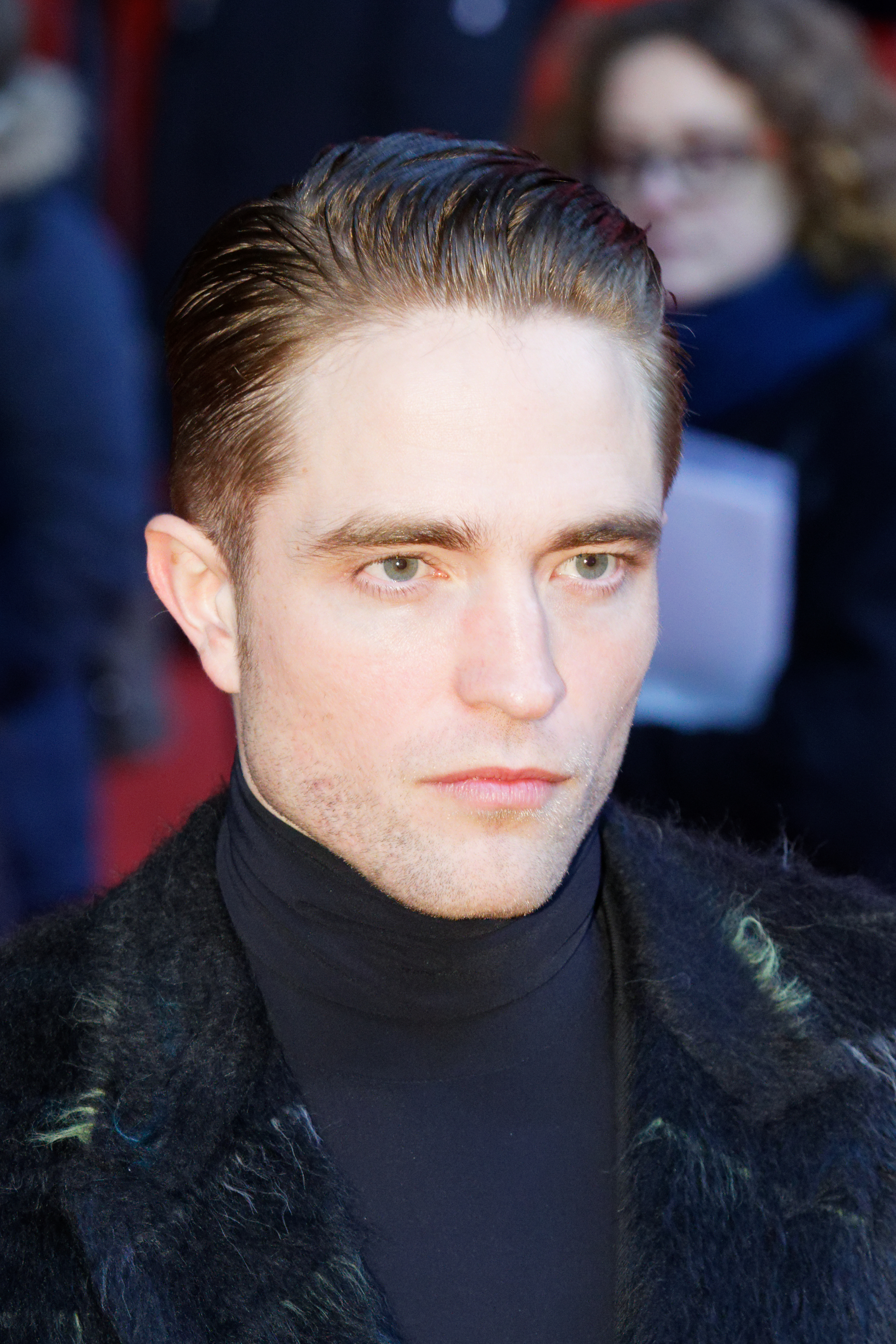
رابرت پتینسون در 2017

### مدلینگ
پتینسون در ۱۲ سالگی کار مدلینگ را شروع کرد اما بار کاری او ۴ سال بعد فروکش کرد. در دسامبر ۲۰۰۸ او ظاهر مردانه‌ابراش را مقصر کمبود کار مدلینگ می‌دانست: «وقتی برای نخستین‌بار این کار را شروع کردم قدبلند بودم و ظاهری دخترانه داشتم، برای همین کارهای زیادی به‌دست آوردم، چون آن زمان دوره‌ای بود که ظاهر آندروژنیک (چیزی بین زنانه و مردانه) طرفدار داشت. حدس می‌زنم بعداً خیلی شبیه مردها شدم، برای همین دیگر کارهای بیش‌تری به‌دست نیاوردم. من در حرفهٔ مدلینگ خیلی ناموفق بودم.» در ژوئن ۲۰۱۳، او به عنوان چهره جدید " دیور هوم " اعلام شد و در تبلیغاتی با عنوان ۱۰۰۰ تن، به کارگردانی رومن گاوراس، و عکس از نان گالدین معرفی شد. در فوریه سال ۲۰۱۶، او همچنین به عنوان نخستین سفیر پوشاک مردانه "دیور هوم" اعلام شد و در چندین کمپین مجموعه چاپ این برند، که توسط کارل لاگرفلد و پیتر لیندبرگ عکاسی شده بود، ظاهر شد.
در نوامبر ۲۰۱۰ پیشنهاد ۱ میلیون دلاری از سوی برند Burberry به پتینسون شد که او قبول نکرد. همچنین در سال‌های ۲۰۱۶ و ۲۰۱۷ نیز پتینسون با این برند معتبر همکاری داشت. نخستین حضور او مقابل دوربین مربوط به آگهی تجاری شرکت هکِت در سال ۲۰۰۷ بود

### حرفه موسیقی
رابرت پتینسون گیتار و پیانو نواخته و برای خود آهنگ می‌سازد. او ۲ مورد از آهنگ‌های گرگ‌ومیش (مجموعه‌فیلم) به نام‌های "Never Think" و "Let Me Sign" را خوانده است. متن آهنگ Never Think توسط خودش و دوست صمیمی اش "سم بردلی" و متن آهنگ Let Me Sign توسط "مارکوس فاستر" و "بابی لانگ" که نیز از دوستان نزدیکش هستند نوشته شده است.
او همچنین ۳ آهنگ برای فیلم How to Be نیز اجرا کرد که توسط آهنگساز «جو هِیستینگز» نوشته شده است. پتینسون گفته است: «من تا حالا آهنگی ضبط نکرده بودم و در بارها می‌نواختم». و وقتی از او درمورد موسیقی به صورت حرفه ای پرسیدند، گفت: «موسیقی در صورت عدم موفقیت بازیگری، برنامه پشتیبان من است.» در سال ۲۰۱۰، پتینسون جایزه «تأثیرگذارترین موسیقی دانان غیرمنتظره هالیوود» را دریافت کرد.
پتینسون نیز در یکی از آهنگ‌های گروه "Death Grips" به نام "پرنده هاً گیتار نواخت، که در آلبوم" Government Plates" گروه در نوامبر سال ۲۰۱۳ منتشر شد.
وی در مصاحبه ای در مارس ۲۰۱۷ اعلام کرد که در ساخت موسیقی فیلم آینده اش، دوشیزه، مشارکت خواهد کرد. در ادامه، پتینسون گفت که: «من به اندازهٔ قبل نمی‌نوازم، هر چند الان برای دوشیزه در حال تهیه آهنگ هستم. من قبلاً بین موسیقی و بازیگری تفاوت قائل بودم، اما هرچه بیشتر روی موسیقی کار نکنم، بیشتر آن قسمت از مغزم را به بازیگری سوق می‌دهم.»
پتینسون در فوریه سال ۲۰۱۹، پتینسون با گروه موسیقی "Tindersticks" در ساخت موسیقی متن فیلم حیات والا به نام "Willow" مشارکت نمود.

### خیرخواهی و بشر دوستی
پتینسون از کمپین ECPAT انگلیس پشتیبانی و جلوگیری از قاچاق جنسی کودکان و نوجوانان و جلوگیری از قاچاق انسان را ترویج می‌کند. در جشنواره فیلم کن در سال ۲۰۰۹، او ۵۶٬۰۰۰ دلار به این موضوع اختصاص داد. در ماه ژوئن سال ۲۰۱۰، آثار هنری خود را به PACT اهدا کرد که در ای بی حراج گذاشته شد تا به سازمان کار برای کودکان گمشده کمک کند. او همچنین یک طرح را، که توسط خودش ساخته شده بود، اهدا کرد، به نام «شهر ناتمام» که ۶۴۰۰ دلار به فروش رسید. پول این مزایده به یک مرکز بی‌خانمان در آریزونا رسید. در ژانویه ۲۰۱۰، او در برنامه تلویزیونی خیریه Hope for Haiti Now که یک خیریه جهانی برای کمک به زلزله زدگان بود شرکت کرد. در مارس ۲۰۱۰، او گیتاری را امضا کرد و پول جمع‌آوری‌شده از مزایده آن به یک سازمان خدمت رسانی به نام مأموریت نیمه‌شب رسید. او هشتاد هزار دلار از طریق ملاقات با خودش سر فیلمبرداری فیلم «سپیده دم» از مجموعه گرگ‌ومیش (مجموعه‌فیلم) و نیز شرکت در یک اکران خصوصی فیلم سپیده دم-قسمت ۲ برای کمپین GO پول جمع کرد.
پتینسون در اوت ۲۰۱۱، با معرفی کمپین"Cancer Bites"در سخنرانی خود در جوایز برگزیده نوجوانان ۲۰۱۱، به افزایش آگاهی در مورد سرطان کمک کرد، وی جزئیات مربوط به کمپینی را که برای افراد مبتلا به سرطان کار می‌کند به اشتراک گذاشت. در اوت ۲۰۱۳، او از بیمارستان کودکان لس آنجلس دیدن کرد و با بیماران در انجام فعالیت‌های هنری مشارکت کرد. در سپتامبر۲۰۱۳، او به سپاه بین‌المللی پزشکی پیوست و یکی از نخستین پاسخ دهندگان آنها شد، تا به تقویت آگاهی قبل از اعتصاب‌های فاجعه با تقویت جوامع کمک کند. وی در حراج خیرخواهانه Go Go Gala، که توسط کمپین GO برگزار شده بود، شرکت کرد و یک ویلون سل ساخته شده از مواد بازیافت شده، با قیمت ۵۶۰۰ دلار در ۱۵ نوامبر ۲۰۱۳ خریداری کرد.
در مارس ۲۰۱۴، او برای جمع‌آوری بودجه برای بنیاد تحقیقات سرطان پروستات، اشیای امضا شده توسط خودش را برای حراج اهدا کرد. در ماه مه سال ۲۰۱۴، وی دوچرخه خود را برای مزایده به منظور بهره‌مندی از خدمات پزشک رویال پرواز (RFDS) اهدا کرد، که خدمات درمانی اولیه را به افراد ساکن در خارج از کشور ارائه می‌دهند. پتینسون نیز در چالش سطل یخ شرکت کرد، و آگاهی در مورد اسکلروز جانبی آمیوتروفیک (ALS) را ارتقا داد. در نوامبر ۲۰۱۴، او در عملکرد خیریه سالانه کمپین GO شرکت کرد. در اکتبر سال ۲۰۱۵، او به کمپین Global Goals، که هدف آن پایان دادن به فقر تا سال ۲۰۳۰ است پیوست.
پتینسون نخستین سفیر کمپین GO شد. او گفت که: «من مشتاقانه تأثیر فزاینده کمپین GO در طول سالها رابر بسیاری از کودکان و جوانان دنبال کرده‌ام و ملموس و شفاف بودن آن را دوست دارم. آنها با برخی از قهرمانان قابل توجه محلی که در حال انجام کارهای خارق‌العاده هستند اما فاقد منابع مورد نیاز هستند، و در جاهایی که کمی پول می‌تواند مسیری طولانی را طی کند شریک هستند. من یک اهدا کننده و حامی بوده‌ام، و اکنون مشتاقانه منتظر پیوستن به تلاش‌های آنها هستم؛ بنابراین با هم می‌توانیم حتی به بچه‌ها و بزرگسالان بیشتری در سراسر جهان فرصتی بدهیم.»
در ماه مه سال۲۰۱۹ در جشنواره کن ۲۰۱۹، وی به اتفاق هلن میرن یک رویداد خیریه را برگزار کرد. پتینسون به همراه میرن نیم میلیون دلار به سازمان کمک‌های بین‌المللی کمک به پناهندگان به نمایندگی از انجمن مطبوعات خارجی هالیوود اهدا کردند.

## جوایز و نامزدی‌های مهم
پتینسون جایزه بهترین بازیگر نقش اول مرد را در جشنواره فیلم استراسبورگ به خاطر عملکرد خود در سال ۲۰۰۹ دریافت کرده است. برای بازی خود در حماسه گرگ و میش، او نامزد دو جایزه امپراتوری و موفق به کسب ۱۱ جایزه فیلم MTV، دو جایزه انتخابات مردمی با جوایز و نامزدی‌های دیگر از جمله جایزه فیلم جدید هالیوود در سال ۲۰۰۹ از فستیوال فیلم هالیوود را به دست آورده است.
در سال ۲۰۱۴ او نامزدی‌هایی را از آکادمی جوایز استرالیا به دست آورد و همچنین به خاطر عملکردش در فیلم ولگرد و نقشه ستارگان موفق به دریافت جایزه از پرده سینمای کانادا شد. او در سال ۲۰۱۵ موفق به دریافت جایزه ستاره در حال رشد هالیوود از فستیوال دیوویل آمریکا به خاطر عملکردش در فیلم «زندگی» شد.
وی در سال ۲۰۱۷، به خاطر نقش آفرینی اش در فیلم اوقات خوش، نامزد جایزه ایندیپندنت اسپیریت و جوایز فیلم مستقل گاتهام شد. در ژوئیه ۲۰۱۸، رابرت پتینسون جایزه برتر را در اختتامیه پنجاه و سومین فستیوال بین‌المللی فیلم کارلووی واری دریافت کرد.
در ژانویه سال ۲۰۲۰، وی به خاطر سه فیلم سال گذشته خود یعنی حیات والا، پادشاه و فانوس دریایی، برنده جایزه بهترین بازیگر انگلیسی/ایرلندی سال در حلقه منتقدان فیلم لندن شد. وی نیز ب خاطر نقش آفرینی اش در فیلم فانوس دریایی، افتخارات زیادی مثل نامزدی جایزه ایندیپندنت اسپیریت و انجمن منتقدان فیلم مرکزی اوهایو، انجمن منتقدان فیلم کلمبوس، انجمن منتقدان فیلم دیترویت، انجمن فیلم داکوتای شمالی شد.

### افتخارات
مجسمه مومی پتینسون در سال ۲۰۱۰ به مجموعه موزه مادام توسو در لندن و نیویورک افزوده شد امضا بر روی دست و پای در بتن قرار داده شده پتینسون همراه با ستارگان گرگ و میش، کریستن استوارت و تیلور لوتنر، در تماشاخانه گرانان چین در ۳ نوامبر ۲۰۱۱ قرار داده شد. در تاریخ ۱۹ فوریه ۲۰۱۴، تیمور کلاچکو یک ستاره‌شناس روس، نام سیارکی را که خود کشف کرده بود پس از پتینسون به نام ۲۴۶۷۸۹ پتینسون نامگذاری کرد.
او در ۲ سپتامبر ۲۰۱۷ در جشنواره فیلم آمریکایی دیوویل، با نمایش فیلم‌های انتخابی خود در طول اجرای جشنواره، مفتخر به احترام شد.

## تصویر عمومی

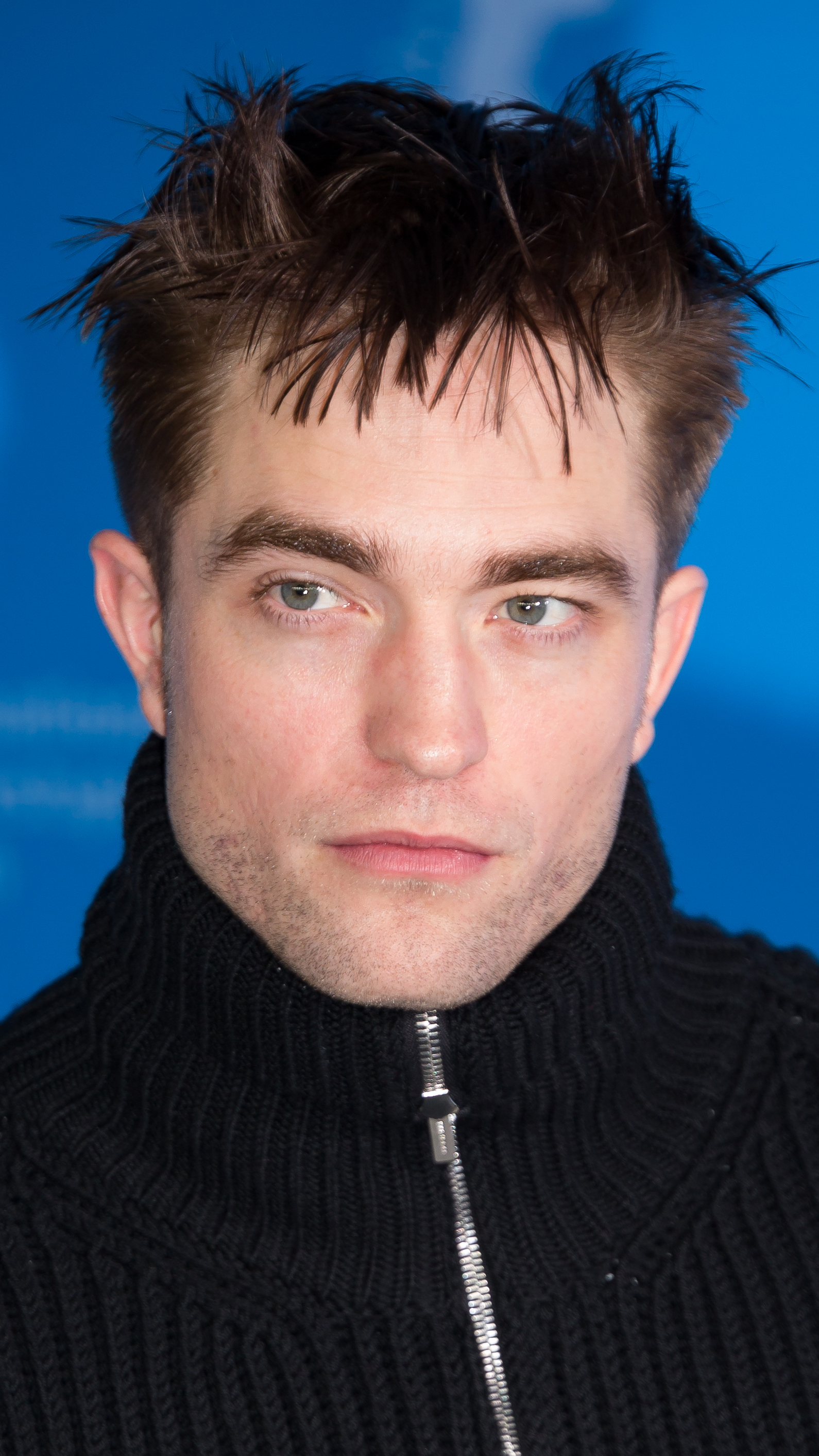
پتینسون در جشنواره بین‌المللی فیلم برلین ۲۰۱۷

جذابیت ظاهری پتینسون بارها در رسانه‌ها مورد بحث قرار گرفته و چندین منتقد او را نماد سکس نامیده‌اند. مجله پیپل او را در سال‌های ۲۰۰۸ و ۲۰۰۹ در فهرست «جذاب‌ترین مردان زنده» قرار داد. در سال ۲۰۰۹، گلامور بریتانیا او را «جذاب‌ترین مرد زنده» نامید، و اسک‌من او را در میان ۴۹ مرد تأثیرگذار برتر جهان رتبه‌بندی کرد. ونتی فر نیز او را «زیباترین مرد جهان» معرفی کرد و در کنارش آنجلینا جولی را زیباترین زن. هر دو مجله جی‌کیو و گلامور در سال ۲۰۱۰ او را «خوش‌پوش‌ترین مرد» نامیدند و جی‌کیو از ظرافت و جذابیت مدرن او تمجید کرد. همان سال، پیپل او را در شماره «زیباترین‌های جهان» خود معرفی کرد. پتینسون در فهرست «پردرآمدترین‌های هالیوود در سال ۲۰۰۹» از ونتی فر قرار گرفت و درآمد تخمینی او ۱۸ میلیون دلار بود. تا سال ۲۰۲۵، فیلم‌های او در سراسر جهان بیش از ۴٫۷ میلیارد دلار فروش داشته‌اند.
در سال ۲۰۱۰، ساندی تایمز پتینسون را در «فهرست ثروتمندان» خود در میان میلیونرهای جوان بریتانیا قرار داد و دارایی او را ۱۳ میلیون پوند تخمین زد. همان سال، تایم او را در فهرست ۱۰۰ فرد تأثیرگذار جهان قرار داد، و فوربز او را در فهرست ۱۰۰ سلبریتی خود معرفی کرد. همچنین در سال ۲۰۱۰، پتینسون دو جایزه نوجوانان بی‌بی‌سی رادیو ۱ را برای خوش‌پوش‌ترین و بهترین بازیگر برد. در فوریه ۲۰۱۴، او روی جلد کتاب World Film Locations: Toronto، که به بررسی فیلم‌های فیلم‌برداری‌شده در تورنتو می‌پردازد، ظاهر شد.
در سال ۲۰۱۱، ونتی فر پتینسون را در رتبه پانزدهم فهرست «۴۰ نفر برتر هالیوود» قرار داد و درآمد او را در سال ۲۰۱۰، ۲۷٫۵ میلیون دلار اعلام کرد. جی‌کیو بار دیگر در سال ۲۰۱۲ او را «خوش‌پوش‌ترین مرد» نامید، و گلامور در اکتبر همان سال او را «سکسی‌ترین مرد زنده» نامید. تا سال ۲۰۱۳، پتینسون در فهرست «ثروتمندترین سلبریتی‌های زیر ۳۰ سال بریتانیا» گلامور در رتبه دوم قرار گرفت و ثروت او ۴۵ میلیون پوند تخمین زده شد. او همچنین در سال‌های ۲۰۱۳ و ۲۰۱۴ از سوی لندن ایونینگ استاندارد به‌عنوان یکی از تأثیرگذارترین چهره‌های لندن شناخته شد. در اکتبر ۲۰۱۴، هیت او را در رتبه سوم «فهرست سالانه ستارگان جوان ثروتمند بریتانیا» قرار داد و درآمد او را ۸۲٫۸۹ میلیون دلار گزارش کرد.

## زندگی شخصی
پتینسون دربارهٔ زندگی شخصی‌اش محتاط است و بارها از صنعت پاپاراتزی و روزنامه‌نگاری تبلوید ابراز نارضایتی کرده است. او در سال ۲۰۱۷ گفت که از سال‌های اولیه حضورش در کانون توجه عمومی دچار اضطراب بوده است. در ژانویه ۲۰۲۳، پتینسون از مشکلات گذشته‌اش با رژیم مد روز صحبت کرد و فاش کرد زمانی به مدت دو هفته رژیم سم‌زدایی را دنبال کرده بود که عمدتاً محتوی سیب‌زمینی و نمک هیمالیا بود.
در اواسط سال ۲۰۰۹، پتینسون با کریستن استوارت، هم‌بازی‌اش در گرگ‌ومیش، وارد رابطه عاشقانه شد. در ژوئیه ۲۰۱۲، استوارت رابطه‌اش با پتینسون را تأیید کرد. در آن سال عکس‌های استوارت با روپرت سندرز، کارگردان فیلم سفیدبرفی و شکارچی، که با او رابطه داشت، منتشر شد. سندرز، که در آن زمان متأهل بود، و استوارت بعداً به‌طور عمومی بابت این رابطه عذرخواهی کردند. پتینسون و استوارت برای مدت کوتاهی از هم جدا شدند، اما بعداً در همان سال آشتی کردند. این زوج در مه ۲۰۱۳ به‌طور کامل از هم جدا شدند.
پتینسون از سپتامبر ۲۰۱۴ با خواننده انگلیسی اف‌کی‌ای توئیگز وارد رابطه شد. این زوج نامزدی کردند، اما در اکتبر ۲۰۱۷ رابطه‌شان پایان یافت. این جدایی الهام‌بخش اف‌کی‌ای توئیگز برای خلق دومین آلبوم استودیویی‌اش، مگدالن (۲۰۱۹)، شد. از سال ۲۰۱۸، پتینسون با خواننده، ترانه‌سرا و بازیگر انگلیسی سوکی واترهاوس در رابطه بوده است. در مارس ۲۰۲۴، این زوج صاحب اولین فرزندشان، که دختر است، شدند.

## فیلم‌شناسی

### فیلم‌ها
| سال    | عنوان                              | نقش                           | توضیحات                          |
| ------ | ---------------------------------- | ----------------------------- | -------------------------------- |
| ۲۰۰۴   | ونیتی فر                           | بزرگسالی راوید کراولی         | صحنه‌های حذف شده؛ فقط در دی وی دی |
| ۲۰۰۵   | هری پاتر و جام آتش                 | سدریک دیگوری                  |                                  |
| ۲۰۰۸   | چگونه بودن                         | آرتور                         |                                  |
| ۲۰۰۸   | گرگ و میش                          | ادوارد کالن                   |                                  |
| ۲۰۰۹   | خاکسترهای کوچک                     | سالوادور دالی                 |                                  |
| ۲۰۰۹   | گرگ و میش؛ ماه نو                  | ادوارد کالن                   |                                  |
| ۲۰۱۰   | مرا بیاد داشته باش                 | تایلر هاوکینز                 | همچنین تولیدکننده اجرایی         |
| ۲۰۱۰   | گرگ و میش خسوف                     | ادوارد کالن                   |                                  |
| ۲۰۱۰   | عشق و بی‌اعتمادی                    | ریچارد                        |                                  |
| ۲۰۱۱   | آب برای فیل‌ها                      | جیکوب جانکوسکی                |                                  |
| ۲۰۱۱   | حماسه گرگ و میش: سپیده دم - قسمت ۱ | ادوارد کالن                   |                                  |
| ۲۰۱۲   | بل آمی                             | جورج دیروی                    |                                  |
| ۲۰۱۲   | کازموپلیس                          | اریک پکر                      |                                  |
| ۲۰۱۲   | حماسه گرگ و میش: سپیده دم - قسمت۲  | ادوارد کالن                   |                                  |
| ۲۰۱۴   | ولگرد                              | رینولدز                       |                                  |
| ۲۰۱۴   | نقشه ستارگان                       | جروم فونتنا                   |                                  |
| ۲۰۱۵   | ملکه صحرا                          | توماس ادوارد لورنس            |                                  |
| ۲۰۱۵   | زندگی                              | دنیس استاک                    |                                  |
| ۲۰۱۶   | کودکی یک رهبر                      | چارلز مارکر / بزرگسالی پرسکات |                                  |
| ۲۰۱۶   | شهر گمشده زی                       | هنری کاستین                   |                                  |
| ۲۰۱۷   | اوقات خوش                          | کانی نیکاس                    |                                  |
| ۲۰۱۷   | ترس و شرم                          | خودش                          | فیلم کوتاه، همچنین نویسنده       |
| ۲۰۱۸   | دوشیزه                             | ساموئل آلاباستر               |                                  |
| ۲۰۱۸   | حیات والا                          | مانتی                         |                                  |
| ۲۰۱۹   | فانوس دریایی                       | ایفریم وینزلو                 |                                  |
| ۲۰۱۹   | پادشاه                             | دافین                         |                                  |
| ۲۰۱۹   | در انتظار بربرها                   | ماندل                         |                                  |
| ۲۰۲۰   | تنت                                | نیل                           |                                  |
| ۲۰۲۰   | شیطان تمام وقت                     | پرستون تیگاردین               |                                  |
| ۲۰۲۱   | بتمن                               | بروس وین / بتمن               |                                  |
| ۲۰۲۳   | پسر و مرغ ماهی‌خوار                 | مرغ ماهی‌خوار خاکستری          | صداپیشه؛ دوبلهٔ انگلیسی           |
| ۲۰۲۵   | میکی ۱۷                            | میکی بارنز                    |                                  |
| ۲۰۲۵   | بمیر، عشق من                       | جکسون                         |                                  |
| ۲۰۲۶   | ادیسه                              |                               |                                  |
| نامشخص | درام                               |                               |                                  |
| نامشخص | پرایم‌تایم                          |                               |                                  |

### فیلم تلویزیونی
| سال  | نام فیلم               | نقش      |
| ---- | ---------------------- | -------- |
| ۲۰۰۴ | حلقه نفرین             | جیزهر    |
| ۲۰۰۶ | هواپیمای خالی از سکنه  | توبی جگ  |
| ۲۰۰۷ | دفترچه راهنمای مادر بد | دنیل گیل |